# Jardín zoológico de Rangún
El Jardín zoológico de Rangún o Jardín Zoológico de Yangón es el más antiguo y el segundo más grande Zoológico en Birmania. Situado justo al norte de la ciudad de Rangún y cerca del lago Kandawgyi, el parque recreativo ocupa 69,25 acres (280.200 m²) y también incluye un museo de historia natural, un acuario y un parque de atracciones. Con una colección de cerca de 200 especies, el zoológico atrae a casi 2,2 millones de visitantes al año. El zoológico fue administrado por el Departamento Forestal del Ministerio de Bosques hasta abril de 2011, y ahora es dirigido por una empresa privada.